# Strobilanthes angustifrons
Strobilanthes angustifrons är en akantusväxtart som beskrevs av C. B. Cl.. Strobilanthes angustifrons ingår i släktet Strobilanthes och familjen akantusväxter. Inga underarter finns listade i Catalogue of Life.